# José Enrique Peña
José Enrique Peña (Montevideo, 25 maggio 1963) è un ex calciatore uruguaiano, di ruolo centrocampista.

## Biografia
Suo figlio Agustín è a sua volta un calciatore professionista.

## Carriera

### Club
Ha giocato nella massima serie del proprio paese con Huracán Buceo, Montevideo Wanderers e Nacional Montevideo. Nel 1992 ha giocato nella seconda serie cilena con il Temuco.

### Nazionale
Nel 1987 ha giocato 4 partite con la Nazionale uruguaiana vincendo in quell'anno la Copa América.

## Palmarès
- Coppa America: 1

1987